# Claudiu Codoban
Claudiu Codoban (sinh ngày 8 tháng 4 năm 1988) là một cầu thủ bóng đá người România thi đấu cho Luceafărul Oradea ở vị trí tiền vệ.